# Colección Latinoamericana Nettie Lee Benson
La Colección Latinoamericana Nettie Lee Benson es parte del sistema de Bibliotecas de la Universidad de Texas en asociación con el Instituto Teresa Lozano Long de Estudios Latinoamericanos (LLILAS), ubicado en Austin, Texas, y lleva el nombre de la historiadora y bibliógrafa, Nettie Lee Benson. Es una de las colecciones de materiales latinoamericanos más completas del mundo.
Las colecciones se encuentran en el Sid Richardson Hall, que también alberga el Centro de Historia Americana Dolph Briscoe y el Centro Colecciones Históricas Barker Texas. Esta biblioteca sirve a LLILAS como un centro de estudios relacionados con la historia y los estudios latinoamericanos. La biblioteca incluye más de 970.000 libros, 19.000 mapas, 93.500 fotografías, 4.000 pies lineales de manuscritos, 11.500 folletos y 50.000 artículos en otros formatos multimedia. La mayoría de las fuentes son sobre Texas y México, pero también incluyen artículos que también son de otros países de América Latina, en particular: América Central, Chile, Perú y Brasil .
La Colección es la sede del Centro de Historia Oral Voces que fue fundado por Maggie Rivas-Rodríguez, profesora de periodismo en la Universidad de Texas en el Moody College of Communication de Austin y cofundadora de la Asociación Nacional de Periodistas Hispanos (NAHJ).

## Historia de la colección

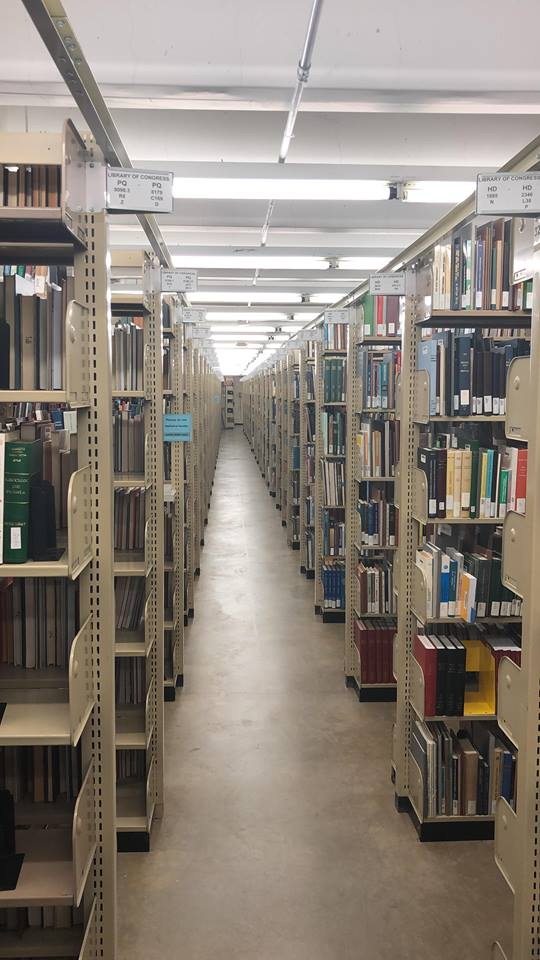
Columnas de estanterías del quinto piso en la Colección Benson, Universidad de Texas

Las propiedades latinoamericanas en la Universidad de Texas han aumentado desde principios del siglo XX. El historiador Carlos E. Castañeda escribió una historia de la colección hasta 1940, detallando acuerdos para algunas adquisiciones que observó. El historiador latinoamericano Charles W. Hackett, junto con otros tres profesores de la Universidad de Texas, asistieron a la toma de posesión en 1920 del revolucionario general Álvaro Obregón como presidente de México. Hackett se enteró de que la biblioteca del historiador y bibliófilo Genaro García estaba a la venta después de su muerte. Hackett organizó una tasación por parte de la Universidad de Texas y se negoció el trato. La colección fue enormemente rica, 25.000 artículos impresos, periódicos, papeles personales de Vicente Guerrero, Antonio López de Santa Anna, Valentín Gómez Farías, Lucas Alamán, Vicente Riva Palacio y otros formaron parte de la colección que fue transportada a Austin en un tren especial. La expansión del papel de la Universidad de Texas en los estudios latinoamericanos se remonta a esta adquisición.
La colección latinoamericana de la universidad se enriqueció aún más con una serie de adquisiciones, incluida una donación de volúmenes por parte de la Hispanic Society of America y artículos del historiador estadounidense Justin H. Smith, la colección del historiador chileno Diego Muñoz, que incluía muchas obras de o sobre José Toribio Medina. Además, la biblioteca adquirió la colección privada del historiador paraguayo Manuel Gondra. Una gran adición a la biblioteca fue la adquisición de prácticamente toda la colección del historiador mexicano Joaquín García Icazbalceta que trata sobre el México del siglo XVI. La colección de García Icazbalceta incluye obras impresas del siglo XVI raros e importantes, entre ellos el obispo Juan de Zumárraga 's 1544 Doctrina, Fray Pedro de Gante ' Doctrina s, escritos de Francisco Cervantes de Salazar . Los manuscritos incluyen una carta autógrafa de Hernán Cortés, un memorial de Fray Bartolomé de las Casas, la residencia del primer virrey de México, Antonio de Mendoza, y el manuscrito de la historia de los franciscanos en México del fray Jerónimo de Mendieta.
Nettie Lee Benson, que da nombre a la colección latinoamericana, dedicó la mayor parte de su carrera a expandir el acervo de la biblioteca viajando a América Latina para adquirir materiales y "desarrolló una metodología de adquisición innovadora adaptada a las condiciones del Comercio latinoamericano de edición de libros". En una entrevista grabada, Benson analiza la colección y su papel para ayudar a construirla.
En 1974, Benson inició el Programa de Bibliotecas Mexicano Americanas (MALP), respondiendo a las demandas de los estudiantes que llevaron a la creación de los programas de Estudios Étnicos de UT (ahora Estudios Negros y Estudios Latinos) en 1969. Desde entonces, Benson se ha convertido en un líder en la construcción de colecciones circulantes y de archivo latinx. El Benson tiene los papeles de latinos prominentes como Alurista, Gloria E. Anzaldúa, Sam Coronado, Carmen Lomas Garza, José Ángel Gutiérrez, Américo Paredes y Carmen Tafolla. El Benson también tiene los registros de organizaciones que incluyen la Liga de ciudadanos latinoamericanos unidos.